# أولي شيرين
أولي شيرين (بالألمانية: Ole Scheeren) المولود عام 1971 ،كارلسروه) مهندس معماري ألماني وشريك مع ريم كولهاس، في مكتب متروبوليتان للهندسة المعمارية (OMA).

## روابط خارجية
- أولي شيرين على موقع مونزينجر (الألمانية)